# 克莱瓦勒
克莱瓦勒（法語：Clerval，法語發音：[klɛʁval]）是法国杜省的一个旧市镇，属于蒙贝利亚尔区。2017年，克莱瓦勒与市镇桑托什合并为新市镇派德克莱瓦勒，克莱瓦勒为新市镇行政中心。

## 地理
克莱瓦勒（47°23'32"N, 6°29'51"E）面积11.83 平方千米，位于法国勃艮第-弗朗什-孔泰大區杜省，该省份为法国东部内陆省份，北起上索恩省，西接汝拉省，东部及东南部与瑞士接壤，东北部与贝尔福地区省接壤。
与克莱瓦勒接壤的市镇（或旧市镇、城区）包括：方丹莱克莱瓦勒、绍莱克莱瓦勒、杜河畔蓬皮埃尔、圣乔治阿尔蒙、桑托什、洛皮塔勒-圣列弗鲁瓦、耶夫尔帕鲁瓦斯、布拉讷、昂特伊。
克莱瓦勒的时区为UTC+01:00、UTC+02:00（夏令时）。

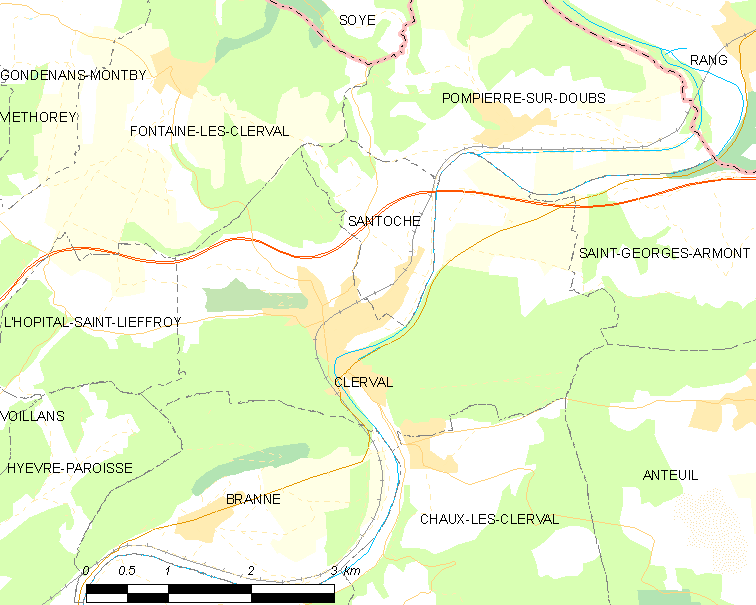
克莱瓦勒的OSM定位图

## 行政
克莱瓦勒的邮政编码为25340，INSEE市镇编码为25156。

## 政治
克莱瓦勒所属的省级选区为巴旺县。

## 人口

1962-2008年间克莱瓦勒人口变化图示

克莱瓦勒于2013时的人口数量为1035人。